# Koźminiec
Koźminiec – (niem. Deutsch Koschmin) wieś w Polsce położona w województwie wielkopolskim, w powiecie pleszewskim, w gminie Dobrzyca.
W latach 1954–1961 wieś należała i była siedzibą władz gromady Koźminiec, po jej zniesieniu w gromadzie Dobrzyca. W latach 1975–1998 miejscowość administracyjnie należała do województwa kaliskiego.

## Historia
Wieś powstała w 1775, jako osada olęderska Kazimierz z 20 gospodarzami (każdy z nich z jedną włóką ziemi). Zasadźcą był Bogusław Hańcza. Właścicielką osady była siostra hetmana Franciszka Ksawerego Branickiego i matka Kazimierza Nestora Sapiehy. Koźminiec był najbardziej na wschód wysuniętą miejscowością dóbr koźmińskich. We wsi znajdował się przystanek na rozebranym odcinku Krotoszyn - Pleszew Krotoszyńskiej Kolei Dojazdowej. Ostatni pociąg przejechał tędy 12 stycznia 1986.
We wsi urodził się w 1917 Czesław Mocek, żołnierz ZWZ i AK.

## Zabytki
- kościół poewangelicki Podwyższenia Krzyża Świętego (koniec XIX wieku),
- pastorówka (początek XX wieku),
- dawna szkoła ewangelicka (około 1880),
- szkoła podstawowa z IV ćwierci XIX wieku,
- dom z początku XX wieku z ostrosłupową wieżyczką narożną,
- zespół starych domów szczytowych konstrukcji sumikowo-łątkowej (najstarszy pod nr 70 z 1836)[4].